# Podróż zimowa

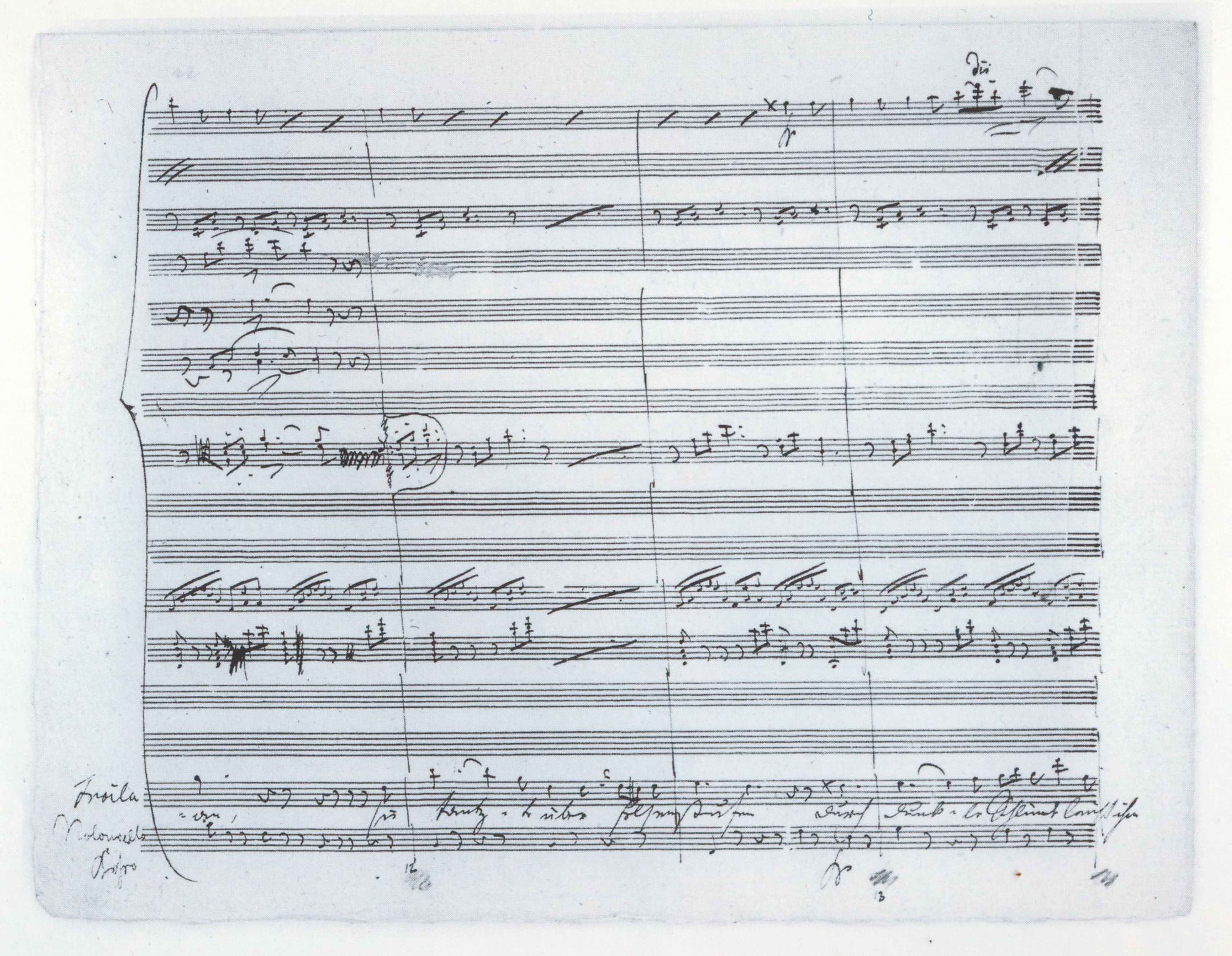
Wczesna wersja fragmentu pieśni "Täuschung", 1821/22

Die Nebensonnen (Winterreise 23) Obraz olejny Ingo Kühl, 1996

Podróż zimowa (niem. Winterreise), op. 89, D 911 – drugi (obok Pięknej młynarki) cykl pieśni napisany przez Franza Schuberta do poezji Wilhelma Müllera. Utwór został skomponowany w 1827 roku.
W 1994 roku Stanisław Barańczak opublikował tom wierszy Podróż zimowa. Wiersze do muzyki Franza Schuberta. Z 24 utworów zawartych w tomie jeden to tłumaczenie wiersza Müllera, reszta zaś to oryginalne utwory związane z cyklem Schuberta.

## Tytuły pieśni
1. Gute Nacht
2. Die Wetterfahne
3. Gefror’ne Thränen
4. Erstarrung
5. Der Lindenbaum
6. Wasserfluth
7. Auf dem Flusse
8. Rückblick
9. Irrlicht
10. Rast
11. Frühlingstraum
12. Einsamkeit
13. Die Post
14. Der greise Kopf
15. Die Krähe
16. Letzte Hoffnung
17. Im Dorfe
18. Der stürmische Morgen
19. Täuschung
20. Der Wegweiser
21. Das Wirtshaus
22. Muth!
23. Die Nebensonnen
24. Der Leiermann